# 리나 브루넬레
리나 브루넬레(에스토니아어: Liina Brunelle, 1978년 10월 12일 ~ )은 에스토니아의 배우이다.